# Per Wickenberg
Per Wickenberg (ou Pehr Gabriel Wickenberg) né le 1er octobre 1812 à Malmö (Suède) et mort, à 34 ans, à Pau (Pyrénées-Atlantiques) le 19 décembre 1846, est un peintre suédois qui vécut en France à partir de 1838.

## Biographie
Contre l'avis de ses parents il étudie le dessin et la peinture, il quitte Malmö pour Stockholm où il retient l'attention du directeur de l'école de peinture. Il obtient du roi de Suède une pension qui lui permet de venir en France. Son projet est d'aller ensuite en Italie ; il ne le fit pas mais il visita l'Allemagne. Il découvre les peintres hollandais  

Il abandonne alors la peinture historique qu'il pratiquait jusqu'alors et il peint des sujets d'intérieur et des paysages. Il arrive à Paris en 1837. Il est présent  à la première exposition du Louvre et ses œuvres sont remarquées. Un de ses tableaux est acheté par M. Hottinger. Ce succès  le conduit à s'orienter vers la peinture de scènes hivernales.
Mais peu d'années après il tombe malade . Pour se soigner il va à Pau, pour un séjour aux « Eaux-Bonnes ». C'est là qu'il meurt, peu après avoir été décoré de la légion d'honneur. Sa mort est saluée avec chaleur par P.A. Labouchere qui écrit "Wickenberg, l'enfant du nord, qui poétisait sur la toile les glaçons et les neiges de son pays natal et qui entrait à peine dans la vie et la renommée quand la mort est venue le saisir le lendemain du jour où la croix avait couronné ses travaux. C'est une belle croix, à mettre sur un tombeau que celle de l'honneur !" 

## Les œuvres et leur accueil
Avant son arrivée en France les tableaux qu'il peint sont soit des illustrations de sujets de la mythologie grecque soit des tableaux de paysages. Ces œuvres sont appréciées, c'est la vente de deux d'entre elles qui ont financé son séjour à Stockholm.

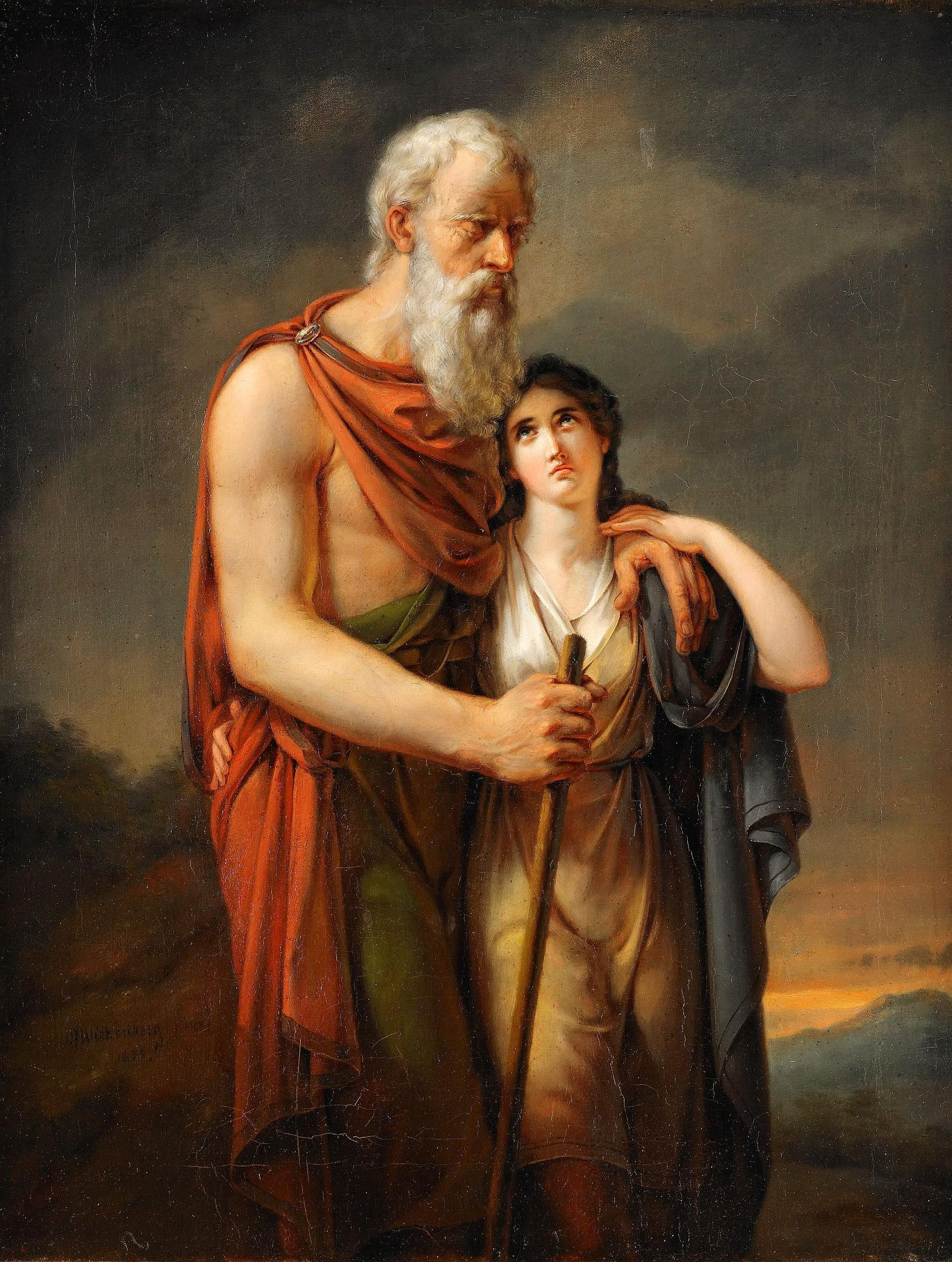
Œdipe et Antigone, 1833, huile sur toile
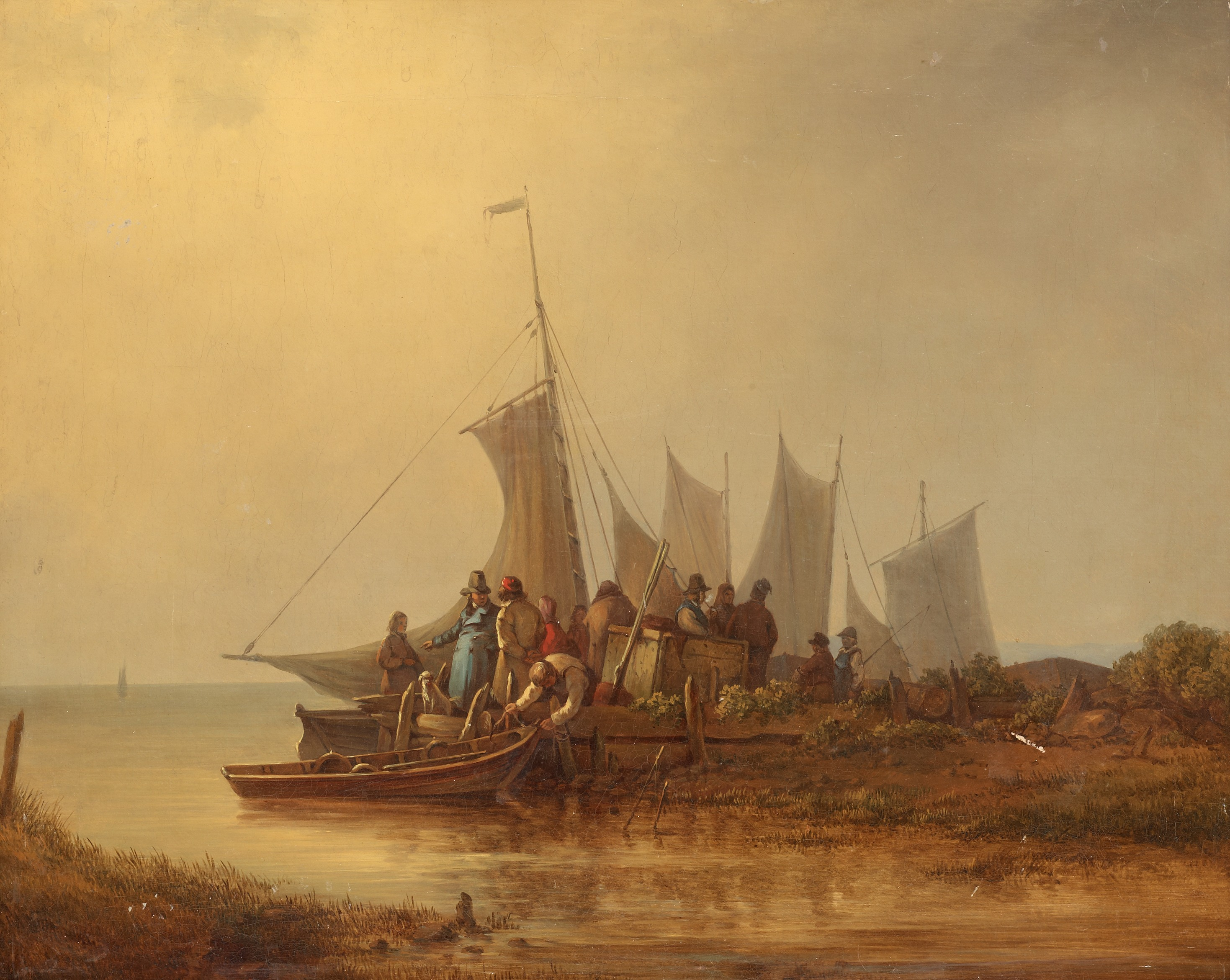
Huile sur toile, 1835, 44 x 55 cm
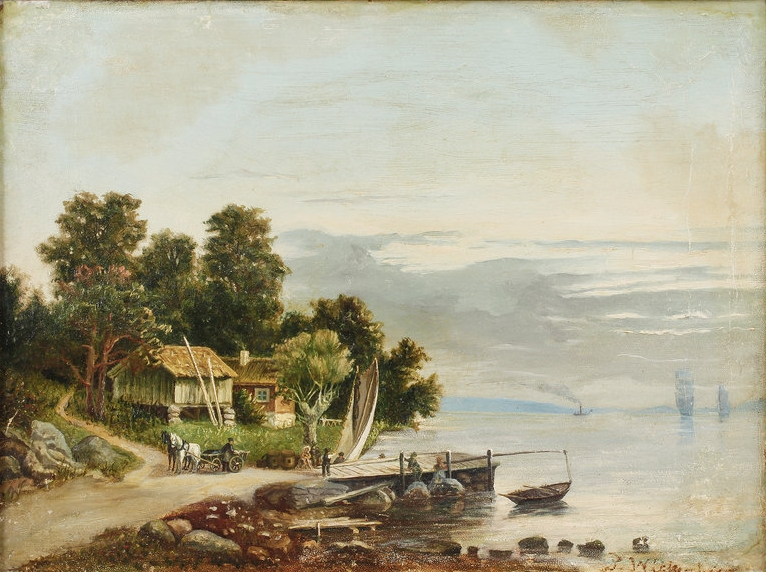
1835, huile sur panneau, 28 × 37 cm

Après la présentation de ses œuvres en 1839 le succès rencontré le pousse  à se spécialiser dans les paysages hivernaux, même s'il a, occasionnellement, peint d'autres thèmes. Exemple de critique dithyrambique, celle de A. Bourjot   "Voici maintenant une pièce précieuse, quelque chose de si étonnant par le travail, que cela va jusqu'au merveilleux. C'est un paysage de M. Wickenberg... " suit une description minutieuse du tableau, et une conclusion « vous aurez l'idée de ce tableau, l'un des plus remarquables du salon, et qui place M Wickenberg au premier rang des paysagistes et même des peintres de genre ».

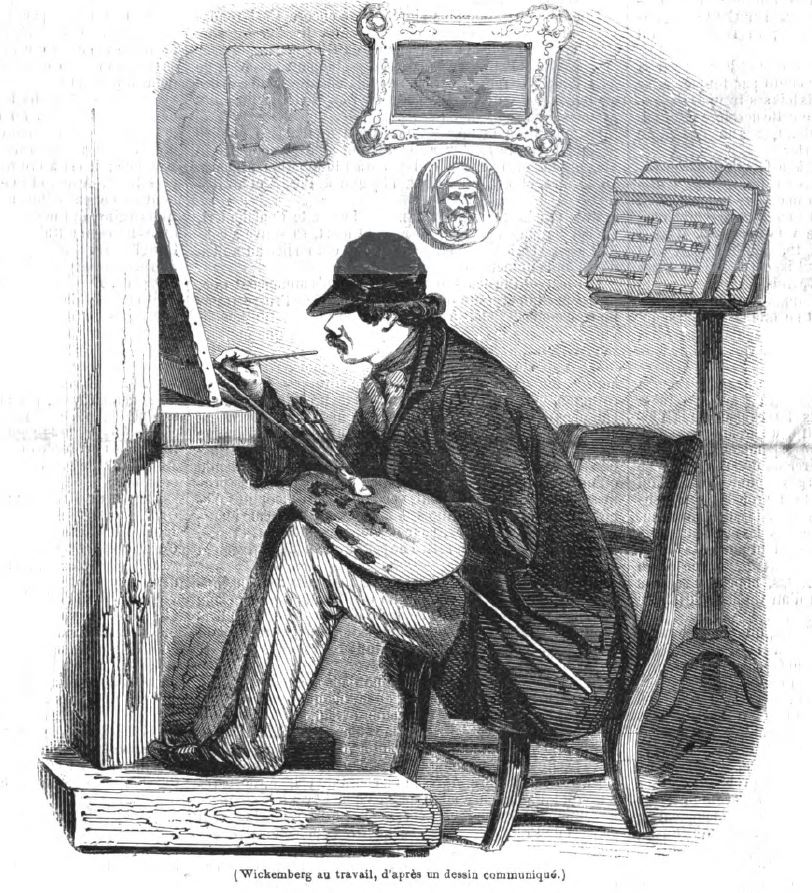
Per Wckenberg Portrait de l'artiste au travail, gravure parue dans l'Illustration de 1847
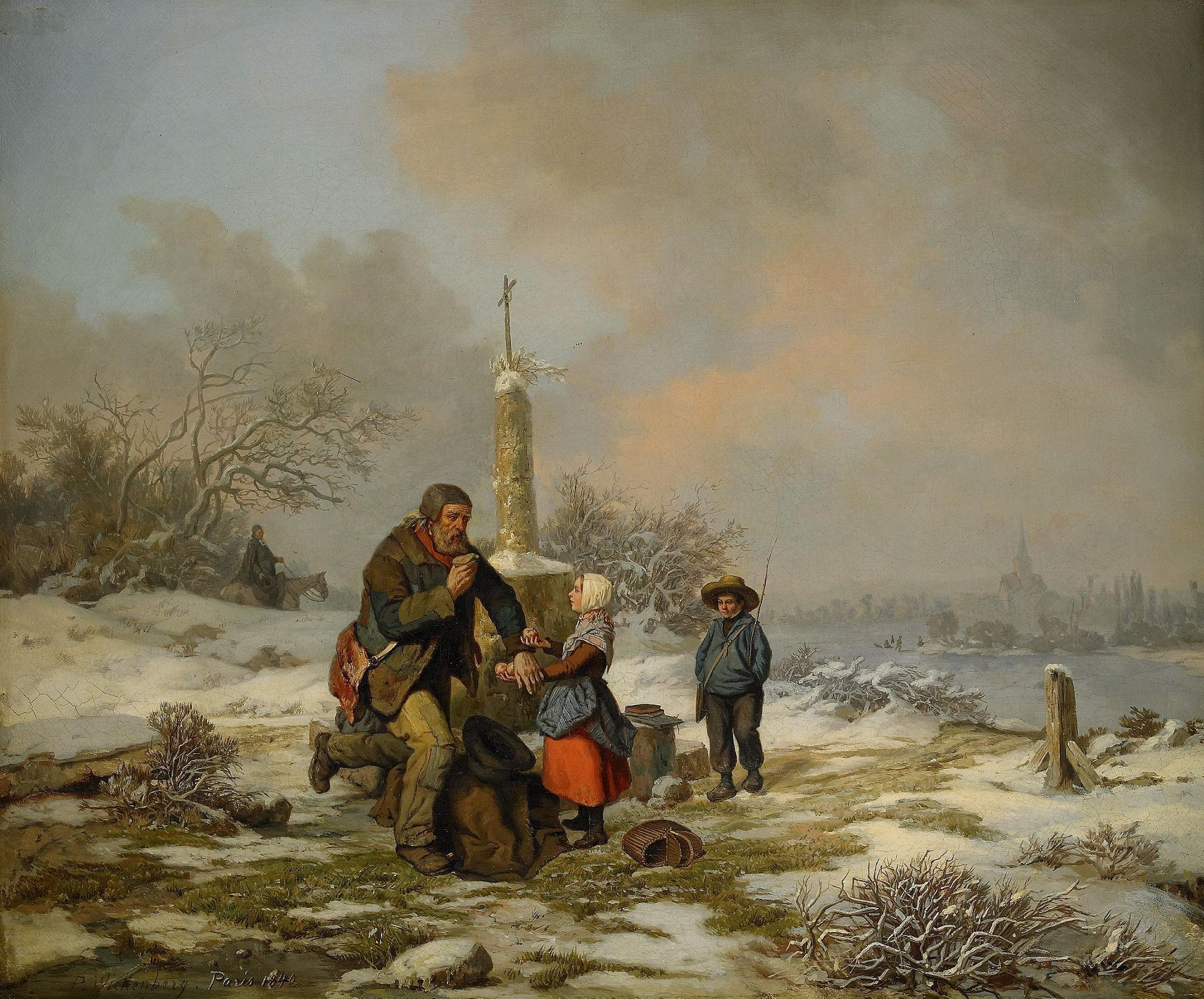
Paysage d'hiver avec vagabond et enfants, 1840, huile sur toile 46 X 55 cm
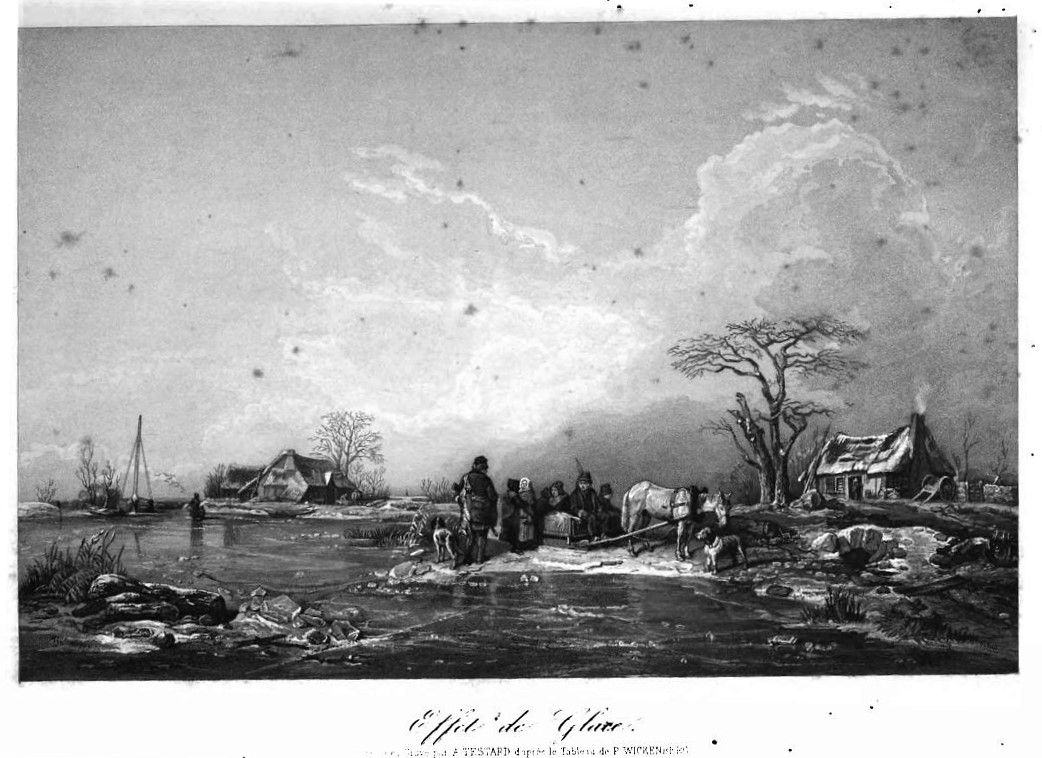
Per Wickenberg Effet de glace, gravure parue dans l'Illustration de 1846-1847 d'un tableau au musée du Louvre

Les critiques après le salon de 1840 sont tout aussi élogieuses : En  1840 Vilhem Ténint écrit dans la France littéraire « c'est à M. Wickenberg que nous devons ces vues de Hollande, de l'eau froide et blanche, un ciel blanc et  froid, des roseaux qui tremblent, et des bons hommes qui, à coup sûr, doivent grelotter. Tout cela est fait avec beaucoup d'esprit et de talent. » ref Vilhem Ténint « la France Littéraire » 1940 p. 54.
Le musée du Louvre achète, au salon de  1841 "Effet d'hiver"  la notice contient ce commentaire "reprise, dans le goût réaliste international des années 1830-1840, d'un thème très en vogue chez les maîtres hollandais du XVIIe siècle". 

Ce tableau fait l'objet d'une présentation minutieuse dans la revue "Artiste" « le tableau dont nous donnons aujourd'hui la gravure rentre tout à fait dans la nature des études favorites de l'artiste : une rivière entièrement prise coule tout le milieu du tableau, à droite et à gauche, des pierres, des troncs d'arbres renversés que le givre argente, semblent adhérer au sol, tant le froid les a contractés ; çà et là quelques chaumières au toit couvert de neige... quelques enfants ». 

Lors des salons suivants les critiques demeurent aussi favorables ainsi sur le salon de 1842 "cette grâce qui s'arrange à merveille de la misère et des haillons, Wickenberg la possède au plus haut degré. Rien de plus patiemment étudié que la tête du vieillard, dans le tableau « le pauvre aveugle et son garçon », cette tête où le travail, une vie rude et active ont creusé des rides profondes... ". 
Après le salon de 1844 Arsène Houssaye  poursuit la liste des critiques positives « les enfants et les chiens de M. Wickenberg ont cette naïve fraîcheur qui fait le bonheur domestique. ».
C'est sous la plume de A. Dauvergne, rendant compte du salon de 1842 à que l'on peut lire une réserve : "Cependant, si grande sue soit la gloire de M. Wickenberg, il n'est pas à l'abri de la critique, et je le sais disposé à prêter une oreille attentive à des conseils désintéressés. Et bien ! Je lui dirai que ses petits bons hommes sont toujours les mêmes ; que nous connaissons ce chien, ce traîneau...un peu de variétés ne nuirait pas ; son habileté a augmenté mais l'invention n'a pas fait un pas. Qu'il prenne garde à l'ennui".

### Liste d' œuvres
- Pêche en hiver 1839
- Portrait de mademoiselle N. (1839)
- Intérieur d'une cabane de pêcheurs (1840)
- Deux vues de Hollande (1840)
- Clair de Lune (1840)
- Souvenir de Suède (1842)
- Effet d'hiver (1842)
- Le pauvre aveugle et son garçon (1842)
- Enfants et chiens (1844)
- Effet d'hiver (1845)
- Un jeu d'enfants en hiver (1846)